# Саканиа
Саканиа (фр. Sakania) — город в провинции Верхняя Катанга Демократической Республики Конго.
В 2010 году население города по оценкам составляло 9650 человек. Саканиа является узловой железнодорожной станцией на дороге, связывающей ДР Конго с Замбией. Недалеко от города находится Приграничная шахта (Frontier Mine), где добывается медная руда.
Город расположен на высоте 1278 м над уровнем моря, поэтому здесь преобладает прохладный климат. В 1949 году была зафиксирована самая низкая температура в истории метеорологических наблюдений в стране: −1,5 °С.